# UwU

Стилізований смайлик UwU сором'язливо червоніє

uwu, також стилізовано як UwU та UWU — смайлик, що зображує миле обличчя. Символи u позначають закриті очі, а w — рот. Він використовується для вираження різних теплих, радісних або ніжних почуттів.

## Використання та варіанти
UwU часто використовується для позначення миловидності, щастя чи ніжності. Надмірне використання смайлика також може призвести до роздратування одержувача.. Смайлик був популярний серед фурі-фандому.
UwU також має більш несподіваний та іноді алюзивний варіант, owo (або OwO; також використовується фурі-фендомом і часто викликає запитання «що це?»), який також може означати миловидність, а також цікавість і збентеження. owo виник у 2016 році та набув популярності у 2018 році; на відміну від uwu, символи o представляють відкриті очі. Його також іноді використовують для тролінгу.

## Історія
Відомо, що емотікон UwU вперше був представлений на загал 11 квітня 2000 року, коли його використав художник Гіслен Десліер в публікації на сайті VCL (Vixen Controlled Library). Ще одне раннє вживання цього слова міститься в аніме-фанфіку 2005 року. Точне походження терміна невідоме, багато людей вважають, що він походить з Інтернет-чатів. До 2014 року смайлик поширився в Інтернеті на Tumblr, ставши інтернет-субкультурою.
Слово uwu входить до словесної обсерваторії Королівської іспанської академії, що визначається як «емотикон, який використовується для демонстрації щастя чи ніжності».

### Помітне використання
У 2018 році офіційний акаунт у Twitter написав «uwu» у відповідь на твіт художника.
У 2020 році Твіттер-акаунт U.S. Army Esports написав у Твіттері «UwU💕» у відповідь на твіт Discord, що зустріло значну негативну реакцію користувачів Твіттера. Кульмінацією цієї події стала тенденція спроб якнайшвидше забанитись на діскорд-сервері U.S. Army Esports, при цьому поширеним прийомом було посилання на статтю Вікіпедії про воєнні злочини, скоєні Сполученими Штатами.